# Stéphane Leduc

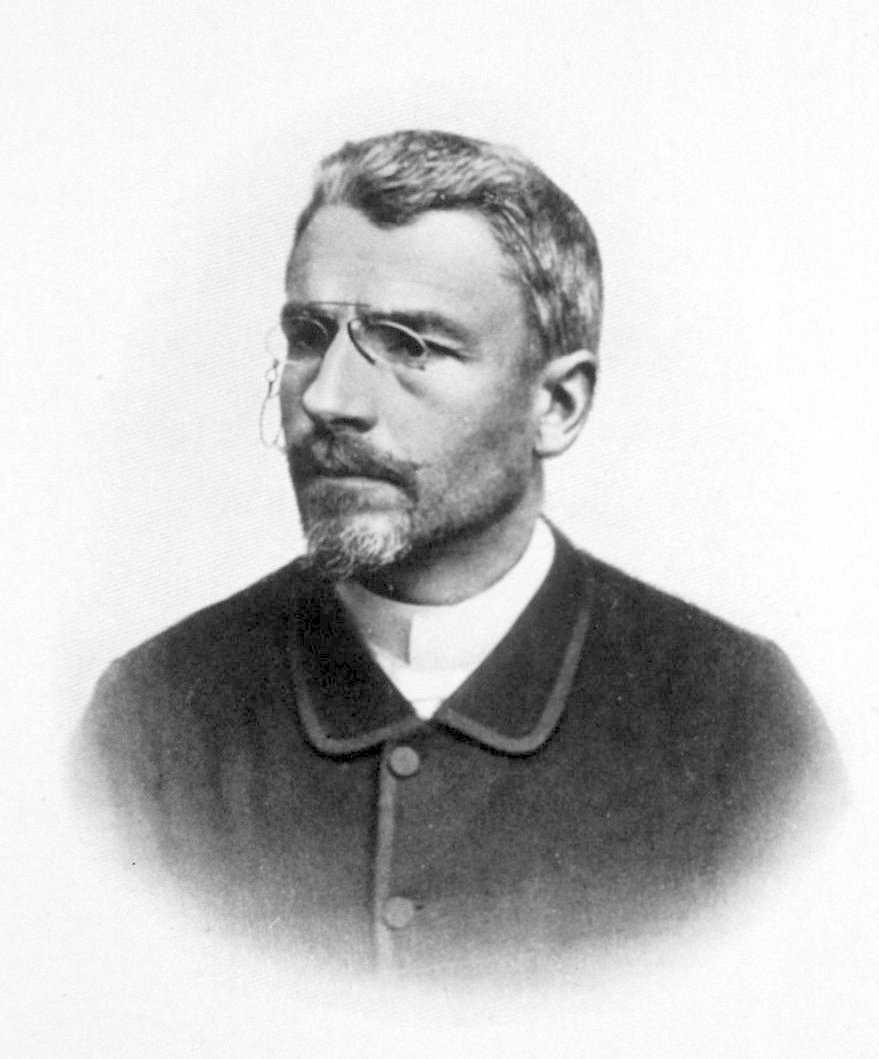
Stéphane Leduc

Stéphane Armand Nicolas Leduc (* 1. November 1853 in Nantes; † 8. März 1939 ebenda) war ein französischer Biologe. Er war Professor an der medizinischen Fakultät in Nantes und war Anfang des 20. Jahrhunderts ein Pionier synthetischer Biologie.
Er unternahm chemische Experimente in der Art komplexer Chemischer Gärten, geformt von vertrauten Mechanismen der Physik und Chemie wie Osmose und Diffusion, und meinte damit typische Aspekte von Lebewesen reproduzieren zu können.
Er war Offizier der Ehrenlegion.

## Schriften
- Les bases physiques de la vie et la biogenèse. Masson, Paris 1906
- The mechanism of life. Heinemann, London 1911, Digitalisat
- La Biologie Synthétique. A. Poinat, Paris 1912